# 동백 (영화)
《동백》은 2021년에 개봉한 대한민국의 영화이다.

## 캐스팅
- 박근형 : 황순철 역
- 정선일 : 황남식 역
- 서준영 : 황귀태 역
- 신복숙 : 장연실 역
- 김보미
- 주아름 : 신윤아 역
- 백승익 : 백두산 호랑이 역
- 양준 : 장태식 역
- 이우신 : 이장 역
- 김학선 : 읍사무소 직원 역
- 김명호 : 군인 1 역
- 강현우 : 군인 2 역
- 신윤수 : 군인 3 역

## 기타
- 여수·순천 10.19 사건을 다룬 작품이다.